# 480-km-Rennen von Dijon 1989

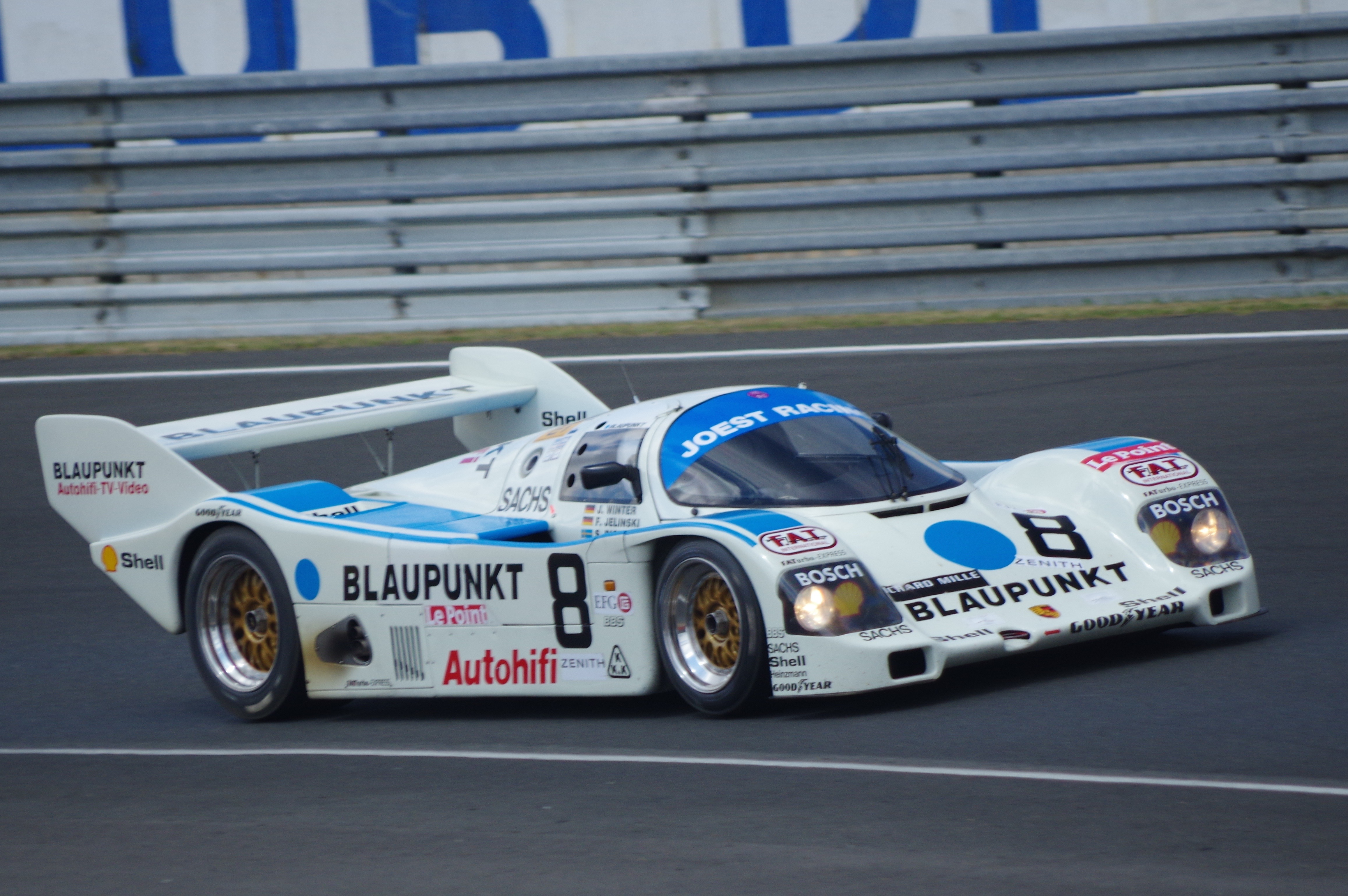
Joest-Porsche 962C, Chassisnummer 962-116; Mit dem Chassis 962-011 gelang Joest der letzte Gesamtsieg mit einem Porsche in der Sportwagen-Weltmeisterschaft

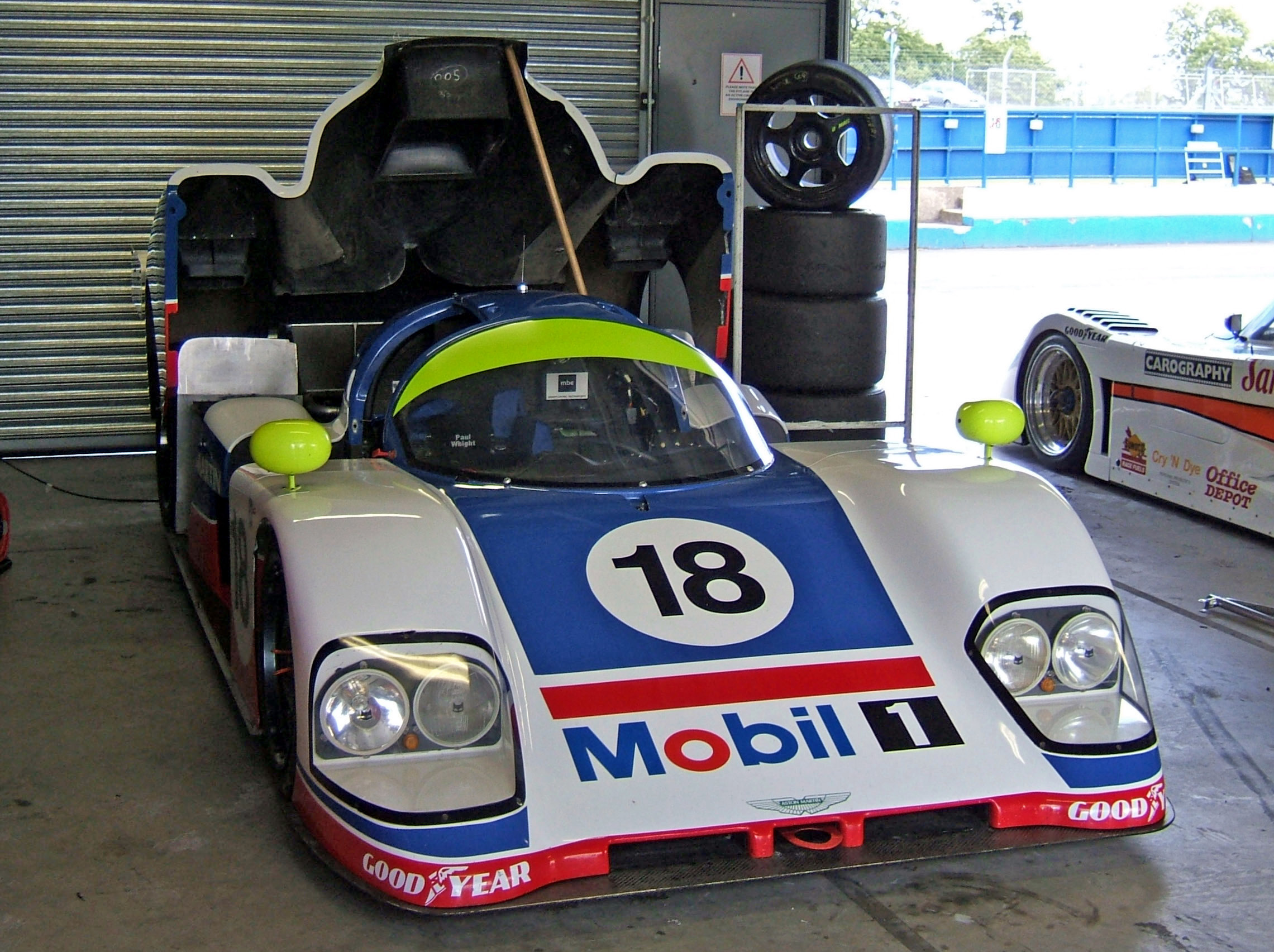
Aston Martin AMR1

Das 480-km-Rennen von Dijon 1989, auch Coupe de Dijon, Dijon-Prenios, fand am 21. Mai auf dem Circuit de Dijon-Prenois statt. Das Rennen war der zweite Wertungslauf der Sportwagen-Weltmeisterschaft dieses Jahres.

## Das Rennen
Der erste Sportwagen-Weltmeisterschaftslauf auf dem Circuit Dijon-Prenois fand 1973 statt. Auf dem damals nur 3,209 Kilometer langen Rundkurs gewannen Henri Pescarolo und Gérard Larrousse im Matra-Simca MS670B das 1000-km-Rennen. Der Kurs war unspektakulär und für ein Langstreckenrennen zu kurz. Die Pole-Position-Zeit von François Cevert lag unter einer Minute Fahrzeit. Nach einem Umbau 1975 wurde die Streckenlänge auf immerhin 3,801 Kilometer erhöht. In den folgenden Jahren gab es immer wieder Sportwagenrennen auf dieser Bahn, so auch 1989, als hier das zweite Meisterschaftsrennen der Sportwagen-Weltmeisterschaft stattfand.
1989 erlebten die seit 1984 gefahrenen Porsche 962C (deren Basis war der seit 1982 gebaute Porsche 956) ihren letzten sportlichen Einsatz. Weder die Werks-Jaguar XJR-9 noch die japanischen Gruppe-C-Rennwagen Toyota 88C, Nissan R89C und Mazda 767B waren die stärkste Konkurrenz der favorisierten Sauber C9, sondern die Porsche 962C von Joest Racing. Im Rennen dauerte es 24 Runden, bis der vom fünften Startplatz ins Rennen gegangene Bob Wollek die beiden an der Spitze fahrenden Sauber von Mauro Baldi und Jean-Louis Schlesser vom ersten Platz verdrängen konnte. Die Sauber hatten Probleme ihre Michelin-Reifen auf Temperatur zu bringen und verloren sukzessive Zeit auf den Porsche. Wollek und Teamkollege Frank Jelinski fuhren ein fehlerloses Rennen und kamen mit dem Vorsprung von einer halben Minute auf den Sauber von Schlesser und Jochen Mass ins Ziel.
In dem großen Starterfeld (36 Wagen gingen ins Rennen) fanden sich auch zwei bereits legendäre Sportwagenpiloten. Der Sieger von 1973, Henri Pescarolo, steuerte gemeinsam mit Alain Ferté einen Spice SE88C an die achte Stelle der Gesamtwertung. Altmeister Brian Redman, der schon 1966 Rennen mit dem Ford GT40 bestritt, fuhr den Aston Martin AMR1. Nach einigen technischen Schwierigkeiten erreichte er mit Partner David Leslie den 17. Gesamtrang.

## Ergebnisse

### Schlussklassement
| 1                  | C1  | 7   | Joest Racing                     | Bob Wollek Frank Jelinski                | Porsche 962C          | 127 |
| 2                  | C1  | 62  | Team Sauber Mercedes             | Jean-Louis Schlesser Jochen Mass         | Sauber-Mercedes C9/88 | 127 |
| 3                  | C1  | 61  | Team Sauber Mercedes             | Mauro Baldi Kenny Acheson                | Sauber-Mercedes C9/88 | 127 |
| 4                  | C1  | 37  | Toyota Team Tom's                | Johnny Dumfries Geoff Lees               | Toyota 88C            | 126 |
| 5                  | C1  | 14  | Richard Lloyd Racing             | Derek Bell Tiff Needell                  | Porsche 962C GTi      | 124 |
| 6                  | C1  | 13  | Courage Compétition              | Pascal Fabre Jean-Louis Bousquet         | Cougar C22S           | 123 |
| 7                  | C1  | 8   | Joest Racing                     | Claude Ballot-Léna Jean-Louis Ricci      | Porsche 962C          | 123 |
| 8                  | C1  | 26  | France Prototeam                 | Henri Pescarolo Alain Ferté              | Spice SE88C           | 122 |
| 9                  | C1  | 5   | Repsol Brun Motorsport           | Harald Huysman Oscar Larrauri            | Porsche 962C          | 122 |
| 10                 | GTP | 201 | Mazdaspeed                       | Pierre Dieudonné Dave Kennedy            | Mazda 767B            | 121 |
| 11                 | C2  | 101 | Chamberlain Engineering          | Nick Adams Fermín Vélez                  | Spice SE89C           | 121 |
| 12                 | C1  | 41  | Swiss Team Salamin               | Ernst Franzmaier Walter Lechner senior   | Porsche 962C          | 121 |
| 13                 | C1  | 6   | Repsol Brun Motorsport           | Walter Brun Jesús Pareja                 | Porsche 962C          | 121 |
| 14                 | C1  | 21  | Spice Engineering                | Ray Bellm Costas Los                     | Spice SE89C           | 121 |
| 15                 | C1  | 23  | Nissan Motorsports International | Julian Bailey Mark Blundell              | Nissan R89C           | 120 |
| 16                 | C2  | 103 | France Prototeam                 | Almo Coppelli Bernard Thuner             | Spice SE88C           | 120 |
| 17                 | C1  | 18  | Aston Martin                     | David Leslie Brian Redman                | Aston Martin AMR1     | 119 |
| 18                 | C1  | 10  | Porsche Kremer Racing            | George Fouché Bruno Giacomelli           | Porsche 962CK6        | 118 |
| 19                 | C1  | 34  | Porsche Alméras Montpellier      | Jacques Alméras Jean-Marie Alméras       | Porsche 962C          | 118 |
| 20                 | C1  | 72  | Obermaier Primagaz               | Jürgen Lässig Pierre Yver                | Porsche 962C          | 118 |
| 21                 | C2  | 111 | PC Automotive                    | Richard Piper Olindo Iacobelli           | Spice SE88C           | 118 |
| 22                 | C1  | 40  | Swiss Team Salamin               | Antoine Salamin Max Cohen-Olivar         | Porsche 962C          | 117 |
| 23                 | C2  | 171 | Team Mako                        | Don Shead James Shead                    | Spice SE88C           | 116 |
| 24                 | C2  | 105 | Porto Kaleo Team                 | Maurizio Gellini Jari Nurminen           | Tiga GC288            | 113 |
| 25                 | C1  | 20  | Team Davey                       | Tim Lee-Davey Peter Oberndorfer          | Porsche 962C          | 111 |
| Ausgefallen        |     |     |                                  |                                          |                       |     |
| 26                 | C1  | 1   | Silk Cut Jaguar                  | Jan Lammers Patrick Tambay               | Jaguar XJR-9          | 125 |
| 27                 | C1  | 17  | Dauer Racing                     | Jochen Dauer Franz Konrad                | Porsche 962C          | 93  |
| 28                 | C2  | 106 | Porto Kaleo Team                 | Pasquale Barberio Ranieri Randaccio      | Tiga GC288            | 93  |
| 29                 | C1  | 2   | Silk Cut Jaguar                  | John Nielsen Andy Wallace                | Jaguar XJR-9          | 79  |
| 30                 | C2  | 151 | Pierre-Alain Lombardi            | Pierre-Alain Lombardi Bruno Sotty        | Spice SE86C           | 36  |
| 31                 | C2  | 102 | Chamberlain Engineering          | Luigi Taverna John Williams              | Spice SE86C           | 35  |
| 32                 | C1  | 22  | Spice Engineering                | Wayne Taylor Thorkild Thyrring           | Spice SE89C           | 32  |
| 33                 | C2  | 108 | Roy Baker Racing                 | Dudley Wood Philippe de Henning          | Spice SE87C           | 22  |
| 34                 | C1  | 29  | Mussato Action Car               | Andrea de Cesaris Franco Scapini         | Lancia LC2/89         | 19  |
| 35                 | C2  | 177 | Louis Descartes                  | Alain Serpaggi Louis Descartes           | ALD C289              | 15  |
| 36                 | C1  | 16  | Repsol Brun Motorsport           | Oscar Larrauri Stanley Dickens           | Porsche 962C          | 3   |
| Nicht gestartet    |     |     |                                  |                                          |                       |     |
| 37                 | C2  | 107 | Tiga Race Team                   | Jean-Claude Justice Jean-Claude Ferrarin | Tiga GC289            | 1   |
| 38                 | C1  | 23T | Nissan Motorsports International | Julian Bailey Mark Blundell              | Nissan R89C           | 2   |
| 39                 | C1  | 37T | Toyota Team Tom's                | Geoff Lees Johnny Dumfries               | Toyota 88C            | 3   |
| 40                 | C1  | 61T | Team Sauber Mercedes             | Jean-Louis Schlesser                     | Sauber-Mercedes C9/88 | 4   |
| Nicht qualifiziert |     |     |                                  |                                          |                       |     |
| 41                 | C2  | 176 | Louis Descartes                  | Sylvain Boulay Thierry Serfaty           | ALD 04                | 5   |
| 42                 | C2  | 178 | Didier Bonnet                    | Gérard Tremblay Didier Bonnet            | ALD 06                | 6   |

1 Unfall im Training
2 Trainingswagen
3 Trainingswagen
4 Trainingswagen
5 nicht qualifiziert
6 nicht qualifiziert

### Nur in der Meldeliste
Hier finden sich Teams, Fahrer und Fahrzeuge, die ursprünglich für das Rennen gemeldet waren, aber nicht daran teilnahmen.
| Pos. | Klasse | Nr. | Team           | Fahrer | Chassis    |
| ---- | ------ | --- | -------------- | ------ | ---------- |
| 43   | C2     |     | Tiga Race Team |        | Tiga GC289 |

### Klassensieger
| Klasse | Fahrer           | Fahrer         | Fahrzeug     | Platzierung im Gesamtklassement |
| ------ | ---------------- | -------------- | ------------ | ------------------------------- |
| C1     | Bob Wollek       | Frank Jelinski | Porsche 962C | Gesamtsieg                      |
| C2     | Nick Adams       | Fermín Vélez   | Spice SE89C  | Rang 11                         |
| GTP    | Pierre Dieudonné | Dave Kennedy   | Mazda 767B   | Rang 10                         |

### Renndaten
- Gemeldet: 43
- Gestartet: 36
- Gewertet: 25
- Rennklassen: 3
- Zuschauer: 15.000
- Wetter am Renntag: heiß und trocken
- Streckenlänge: 3,797 km
- Fahrzeit des Siegerteams: 2:42:21,903 Stunden
- Gesamtrunden des Siegerteams: 127
- Gesamtdistanz des Siegerteams:  482,600 km
- Siegerschnitt: 178,339 km/h
- Pole Position: Jean-Louis Schlesser – Sauber-Mercedes C9/88 (#62) – 1:07,275 = 203,340 km/h
- Schnellste Rennrunde: Mauro Baldi – Sauber-Mercedes C9/88 (#61) – 1:11,739 = 190,691 km/h
- Rennserie: 2. Lauf zur Sportwagen-Weltmeisterschaft 1989